# Malik Reed
* solo in precampionato e/o in squadra di allenamento
Malik Reed (Dothan, 5 agosto 1996) è un giocatore di football americano statunitense che milita nel ruolo di linebacker per i Miami Dolphins della National Football League (NFL). Al college ha giocato per l'Università del Nevada - Reno.

## Carriera universitaria
Reed, originario di Dothan in Alabama, cominciò a giocare a football nella locale Dothan High School venendo valutato come prospetto medio-basso (due stelle su cinque) per il college football. Nel 2014 scelse di andare all'Università del Nevada - Reno con i Wolfpack impegnati nella Mountain West Conference  (MWC) della Divisione I della Football Bowl Subdivision (FBS) della NCAA. Nel suo primo anno fu redshirt, poteva quindi allenarsi con la squadra senza disputare gare ufficiali, per poi cominciare a giocare dal 2015 per quattro stagioni, diventando titolare dal 2016, e terminando con 50 presenze, 38 da titolare, e facendo registrare 203 tackle, 22 sack e 11 fumble forzati. Reed, chiusa la sua carriera al college, divenne eleggibile per il Draft NFL 2019.
Premi e riconoscimenti
- First-Team All-MWC (2017)
- Second-Team All-MWC (2016)

Statistiche al college
| Stagione | Stagione | Stagione   | Stagione   | Stagione | Stagione | Difesa   | Difesa   | Difesa   | Difesa   | Difesa   | Difesa   |
| Anno     | Squadra  | Campionato | Conference | P        | PT       | T. tot.  | T. sol.  | T. ass.  | Sack     | Int.     | F. Forz. |
| -------- | -------- | ---------- | ---------- | -------- | -------- | -------- | -------- | -------- | -------- | -------- | -------- |
| 2014     | Nevada   | FBS Div. I | MWC        | 0        | 0        | redshirt | redshirt | redshirt | redshirt | redshirt | redshirt |
| 2015     | Nevada   | FBS Div. I | MWC        | 13       | 1        | 18       | 12       | 6        | 1,0      | 0        | 0        |
| 2016     | Nevada   | FBS Div. I | MWC        | 12       | 12       | 59       | 44       | 15       | 5,0      | 0        | 3        |
| 2017     | Nevada   | FBS Div. I | MWC        | 12       | 12       | 49       | 27       | 22       | 8,0      | 0        | 4        |
| 2018     | Nevada   | FBS Div. I | MWC        | 13       | 13       | 77       | 51       | 26       | 8,0      | 0        | 4        |
| Totale   | Totale   | Totale     | Totale     | 50       | 38       | 203      | 134      | 69       | 22,0     | 0        | 11       |

Fonte: Football Database
In grassetto i record personali in carriera

## Carriera professionistica

### Denver Broncos
Reed non fu scelto nel corso del Draft NFL 2019 e il 28 aprile 2018 firmò da undrafted free agent con i Denver Broncos. Ad inizio stagione fu nominato riserva dietro il veterano Von Miller. Debuttò nella gara di settimana 1, la sconfitta 16-20 contro gli Oakland Raiders, dove giocò in difesa e nello special team mettendo a segno un tackle.
Nella gara del sesto turno della stagione 2020, la vittoria 18-12 contro i New England Patriots, Reed mise a segno i suoi primi due sack in stagione su Cam Newton. Nella gara del turno successivo, la sconfitta 43-16 contro i Kansas City Chiefs, Reed fece altri due sack questa volta su Patrick Mahomes.

### Pittsburgh Steelers
Il 30 agosto 2022 Reed fu scambiato con i Pittsburgh Steelers. In stagione fece 14 presenze, 2 da titolare, con 25 tackle e 1,0 sack.

### Miami Dolphins
Il 20 marzo 2023 Reed firmò un contratto annuale con i Miami Dolphins da 1,2 milioni di dollari, ma non riuscì ad entrare nel roster attivo di inizio stagione e fu svincolato il 29 agosto 2023.

### Las Vegas Raiders
Il 27 settembre 2023 Reed firmò per la squadra di allenamento dei Las Vegas Raiders. Il 4 novembre 2023 fu promosso nel roster attivo. Il 21 dicembre 2023 fu svincolato.

### Ritorno ai Miami Dolphins
Il 10 gennaio 2024, alla vigilia dei playoff della stagione 2023 Reed firmò per la squadra di allenamento dei Miami Dolphins.

## Statistiche

### Stagione regolare
| Stagione | Stagione | Stagione | Stagione | Difesa  | Difesa  | Difesa  | Difesa | Difesa | Difesa    |
| Anno     | Squadra  | P        | PT       | T. tot. | T. sol. | T. ass. | Sck    | Int.   | Fmb Forz. |
| -------- | -------- | -------- | -------- | ------- | ------- | ------- | ------ | ------ | --------- |
| 2019     | DEN      | 15       | 8        | 27      | 16      | 11      | 2,0    | 0      | 1         |
| 2020     | DEN      | 16       | 13       | 53      | 34      | 19      | 8,0    | 0      | 2         |
| 2021     | DEN      | 14       | 13       | 43      | 24      | 19      | 5,0    | 0      | 0         |
| 2022     | PIT      | 14       | 2        | 25      | 17      | 8       | 1,0    | 0      | 0         |
| 2023     | LV       | 4        | 2        | 3       | 1       | 2       | 0,0    | 0      | 0         |
| Totale   | Totale   | 63       | 38       | 151     | 83      | 68      | 16,0   | 0      | 3         |

Fonte: Football Database
In grassetto i record personali in carriera - Statistiche aggiornate alla giornata 15 della stagione 2023